# Mathusalem (arbre)
Pour les articles homonymes, voir Mathusalem (homonymie).
L'arbre Mathusalem est un pin Bristlecone (Pinus longaeva) situé aux États-Unis dénommé ainsi car il était considéré, depuis 1964, comme l'organisme vivant non-clonal le plus âgé de la planète.

## Présentation
L'âge de ce Pinus longaeva  a été estimé à 4 789 ans lorsqu'il fut étudié en 1957 par Schulman et Harlan. Il est situé dans les White Mountains en Californie, à 3 350 mètres au-dessus du niveau de la mer, l'arbre est aujourd'hui mort[réf. nécessaire] plus aucun bourgeon n'a été observé sur ses ramifications, son emplacement exact est volontairement caché du grand public afin d'éviter tout acte de vandalisme. Il a été dénommé ainsi en référence à Mathusalem, personnage de l'Ancien Testament décédé à l'âge de 969 ans.
Son record de longévité a été battu en 2008, avec la découverte d'un organisme clonal âgé de 9 550 ans. Il s'agit d'un bosquet d’épicéas situé en Suède, appelé Old Tjikko. Un spécimen encore plus âgé, portant la cote WPN-114 et surnommé Prometheus, avait environ 4 844 ans lorsqu'il fut coupé en 1964. D'autres arbres d'autres espèces peuvent être considérées comme étant l'arbre le plus vieux du monde mais ils proviennent de rejets et ne sont pas des individus issus d'une germination.